# 黄崖寺塔群
黄崖寺塔群，位于中国河北省承德市黄崖子村，为承德市宽城满族自治县的一个省级文物保护单位，类型为古建筑，公布时间为1993年7月15日。
黄崖寺塔群的历史年代为辽、金。